# سکس شاپ

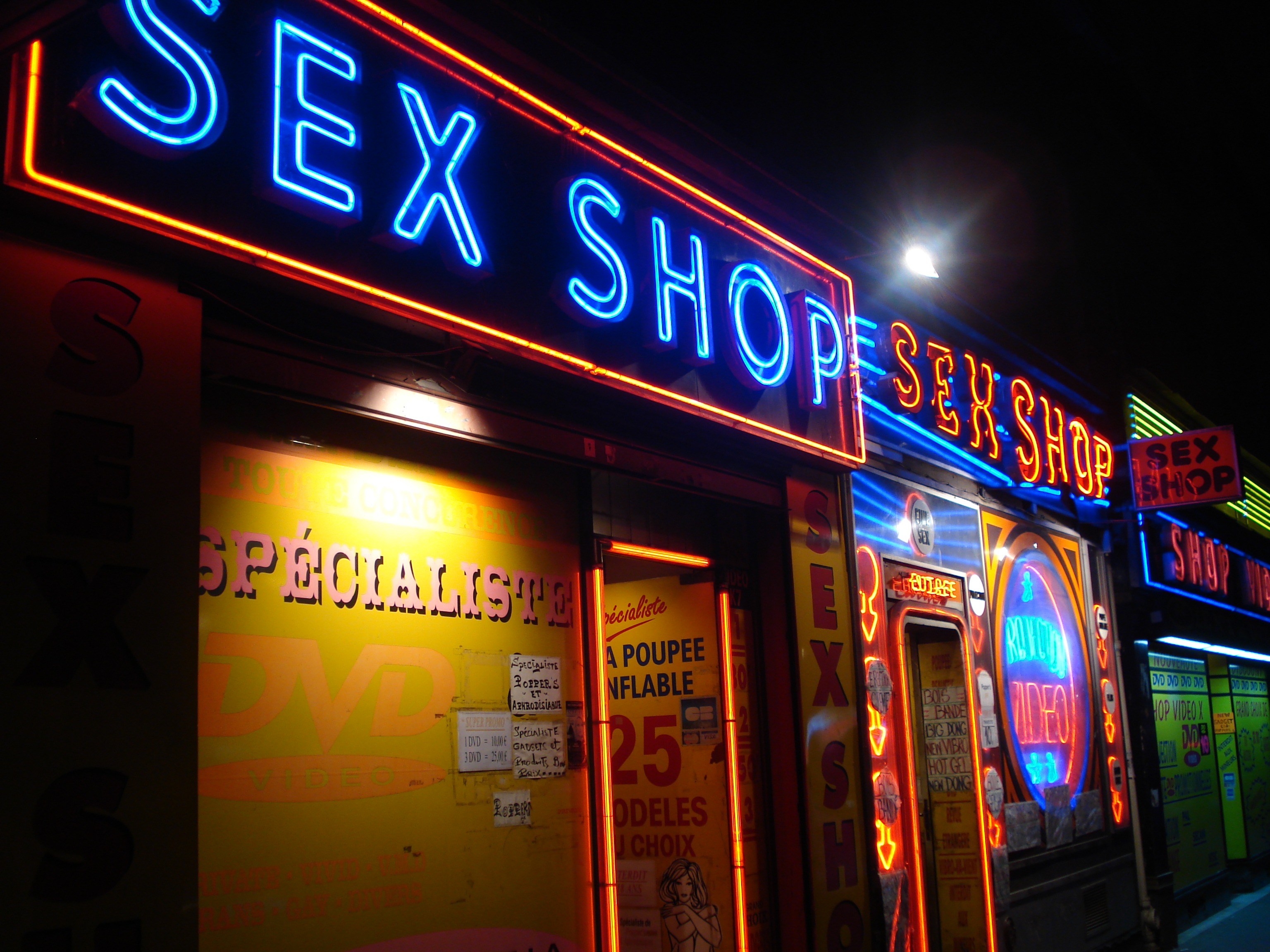
یک سکس شاپ در پاریس

سکس شاپ (به انگلیسی: Sex shop) فروشگاه‌هایی هستند که وسایل جنسی همچون اسباب‌بازی جنسی، لباس‌های محرک جنسی، لباس‌های زیر و وسائل رابطه جنسی امن همچون کاندوم و همچنین از قرن ۲۱ به بعد، فیلم‌ها و مجلات پورن می‌فروشند. برخی از سکس شاپ‌ها ممکن است دارای اتاق‌هایی برای نمایش فیلم پورن و نمایش استریپ باشند.افرادی که مینواهند با دوست دختر خود سکس داشته باشند به این مرکز مراجعه میکنند.
در بسیاری از موارد سکس شاپ‌ها تحت لوای قانون قرار گرفته‌اند و به عنوان مثال اجازهٔ ورود به افراد زیر ۱۸ سال و در برخی مناطق زیر ۲۱ سال را نمی‌دهند. در بعضی از مناطق و کشورها و همچنین در بسیاری از کشورهای اسلامی مانند ایران سکس شاپ‌ها غیرقانونی هستند، اما که در این روز‌‌ها افتتاح سکس شاپ‌ها حلال آغاز شده است.
تعداد زیادی سکس شاپ آنلاین در اینترنت وجود دارد که انواع وسایل جنسی و فیلم‌ها را می‌فروشند، این نوع فروشگاه‌های اینترنتی به مراتب بیشتر مورد توجه مشتریان قرار می‌گیرند چون به راحتی می‌توانند از خانهٔ خود محصول مورد نظر خود را سفارش دهند.

## تاریخچه

### استرالیا
سکس شاپ در استرالیا از دهه ۱۹۶۰، ابتدا در مناطق شهری سیدنی، به ویژه کینگز کراس، فعالیت کردند. ویبراتورهای باتری دار تولید انبوه در دهه ۱۹۷۰ و ورود ویدیوهای دارای رتبه X در دهه ۱۹۸۰. محبوبیت پورنوگرافی اینترنتی در دهه ۲۰۰۰ منجر به کاهش فروش فروشگاه‌های جنسی، بسته شدن برخی فروشگاه‌ها و تنوع به کالاهای غیرمرتبط با جنسیت بزرگسالان شد.
فروشگاه‌های جنسی در استرالیا توسط قوانین ایالتی تنظیم می‌شوند و تحت کنترل‌های برنامه‌ریزی محلی هستند. در حالی که قوانین بین ایالت‌ها متفاوت است، دارندگان مجوز باید از شرایط سخت گیرانه ای پیروی کنند که معمولاً فضاها باید حداقل ۲۰۰ متر از مدارس و کلیساها فاصله داشته باشند. معمولاً لازم است که پنجره‌ها خاموش شوند و پذیرش به بالای ۱۸ سال محدود شود، و جرایم توسط پلیس تحت پیگرد قانونی تحت بخش 578E قانون جرایم است.
در ایالت نیو ساوت ولز (NSW) فروشگاه‌های جنسی نمی‌توانند در سطح خیابان تجارت کنند و باید در سطح زمین یا در زیر زمین تجارت کنند. مجوز ساخت محدود توسط شوراهای محلی اعطا شد. با این وجود، تا سال ۲۰۱۳ تعدادی از فروشگاه‌های لباس زیر زنانه NSW شروع به فروش کتاب‌ها و اسباب‌بازی‌های بزرگسالان در مراکز خرید بدون دریافت مجوز کردند.

### چین
اولین فروشگاه جنسی چین در سال ۱۹۹۳ در پکن افتتاح شد و تا سال ۲۰۱۳ بیش از ۲۰۰۰ فروشگاه جنسی در شهر وجود داشت. بیشتر محصولات آنها در چین ساخته می‌شد. en:Sex shop#cite note-6

### کانادایی‌ها
اولین فروشگاه جنسی در آمریکای شمالی The Garden نام داشت. در اکتبر ۱۹۷۱ توسط ایور سارجنت در خیابان کرسنت در مرکز شهر مونترال، کبک افتتاح شد. باغ مفاهیم مورد استفاده توسط Beate Uhse در آلمان و Ann Summers در بریتانیا را ترکیب کرد. en:Sex shop#cite note-7 افتتاح این فروشگاه صف طولانی خریداران را به خود جلب کرد. پالم بیچ پست اظهار داشت: «همانند بحث مرغ یا تخم مرغ، هیچ‌کس واقعاً مطمئن نیست که اولین بار آمده است - بوتیک جنسی یا به اصطلاح انقلاب جنسی». en:Sex shop#cite note-8
هیچ قانون خاصی برای استفاده یا خرید اسباب بازی‌های جنسی در هر سنی خاص وجود ندارد، اما قوانینی وجود دارد که خرید پورنوگرافی را محدود می‌کند. اگر چه سن رضایت در کانادا ۱۶ سال است، سن بالای ۱۸ سال برای خرید یا مشاهده پورنوگرافی لازم است. اکثر فروشگاه‌های جنسی ویدیوهای بزرگسالان را می‌فروشند، به این معنی که بیشتر اسباب‌بازی‌های جنسی فقط برای بزرگسالان فروخته می‌شوند.

### ایتالیا
اولین فروشگاه جنسی در ایتالیا در سال ۱۹۷۲ در میلان توسط آنجلا ماسیا و همسرش ارکوله ساباتینی افتتاح شد.[نیازمند منبع] این اولین فروشگاه جنسی «رسمی» بود. از آن زمان، فروشگاه‌های جنسی بیشتری، عمدتاً در رم، باز شده‌اند. در سال ۲۰۱۸، شهر پیستویا در توسکانی، افتتاح فروشگاه‌های جنسی جدید در مرکز تاریخ شهر را ممنوع کرد. en:Sex shop#cite note-9

### ژاپن
در ژاپن، فروشگاه‌های جنسی حاوی مجلات هنتای، ویدئوهای بزرگسالان و دی‌وی‌دی هستند.

### هلند
اولین فروشگاه‌های جنسی در هلند در اوایل دهه ۱۹۷۰ توسط کارآفرینانی مانند Beate Uhse و Lasse Braun افتتاح شد. اولین فروشگاه اینترنتی سکس با هدف مسلمانان جهان به نام ال اسیرا در سال ۲۰۱۰ در هلند افتتاح شد. این وب سایت در چهار روز اول فعالیت ۷۰۰۰۰ بازدید داشت. en:Sex shop#cite note-10

### سنگاپور
فروشگاه‌های جنسی در سنگاپور بسیار نادر هستند. تعداد کمی تا سال ۲۰۰۵ باز شده بودند، en:Sex shop#cite note-11 اما در حال حاضر تنها حدود ۱–۲ وجود دارد. این مغازه‌ها عمدتاً لباس زیر زنانه و اسباب بازی‌های جنسی مختلف می‌فروشند. اجناس آنها از ویترین فروشگاه قابل مشاهده است.

### آفریقای جنوبی
پس از حمایت نلسون ماندلا از قانون ضد تبعیض که اسباب بازی‌های جنسی را قانونی می‌کرد، en:Sex shop#cite note-12 «دنیای بزرگسالان» در سال ۱۹۹۴ به عنوان اولین فروشگاه جنسی آفریقای جنوبی تأسیس شد. دنیای بزرگسالان در مجموع ۵۲ مغازه در آفریقای جنوبی و ۱۵ مغازه در استرالیا راه اندازی شد. en:Sex shop#cite note-adultsmart.com.au-13 بسیاری از جوامع مسیحی مذهبی معتقد بودند که استفاده از این مراکز سبک زندگی بزرگسالان منجر به نرخ بالاتر جرم و جنایت می‌شود و تلاش کردند تا تظاهرات گسترده‌ای را در افتتاحیه آنها سازماندهی کنند تا مجبور به تعطیلی دنیای بزرگسالان شوند.
در ژوئیه ۱۹۹۸، دنیای بزرگسالان بزرگ‌ترین فروشگاه سبک زندگی بزرگسالان خود را در پارو، کیپ تاون افتتاح کرد که نام آن را «انبار جهانی بزرگسالان» گذاشتند. کریستی لیک، ستاره فیلم بزرگسالان، در افتتاحیه مغازه شرکت کرد، جایی که راهپیمایی اعتراضی بیش از ۵۰۰ نفر باعث توقف ترافیک شد. طی چند روز آینده، معترضان پلاکاردهایی در دست داشتند که بر روی آن نوشته شده بود: «مردان واقعی به پورنوگرافی نیاز ندارند» و «از مردم ما در برابر پورنوگرافی ممنوعه محافظت کنید». هنگامی که مغازه افتتاح شد، مشخص شد که ۷۰ درصد از مشتریان را زنان تشکیل می‌دهند که مایلند دربارهٔ محصولات سبک زندگی بزرگسالان اطلاعات بیشتری کسب کنند. en:Sex shop#cite note-15
همان‌طور که دنیای بزرگسالان محبوب تر شد، تمرکز بر توسعه مغازه‌های بزرگسالان در استرالیا صورت گرفت.

### انگلستان
یک فروشگاه جنسی در بدفورد با پنجره‌های سیاه‌شده. نشان دادن اجناس در ویترین برای فروشگاه‌های جنسی در بریتانیا غیرقانونی است.
تقریباً همه فروشگاه‌های دارای مجوز بزرگسالان در بریتانیا، طبق قانون نمایش‌های نامناسب ۱۹۸۱، از داشتن اجناس خود در ویترین مغازه‌ها منع شده‌اند، که به این معنی است که اغلب جلوی مغازه‌ها تخته‌شده یا با پوستر پوشانده می‌شوند. یک علامت هشدار باید به وضوح در ورودی فروشگاه نشان داده شود، و هیچ گونه کالای جنسی (مثلاً پورنوگرافی یا اسباب بازی‌های جنسی) نباید از خیابان قابل مشاهده باشد. با این حال، لباس زیر زنانه، پوشش‌های غیر توهین آمیز از مواد بزرگسالان، و غیره ممکن است بسته به شرایط مجوز مقامات محلی نشان داده شود. قانون ضبط ویدیو در سال ۱۹۸۴ طبقه‌بندی با رتبه R18 را برای ویدیوهایی که فقط در فروشگاه‌های جنسی دارای مجوز در دسترس هستند، معرفی کرد. هیچ مشتری نمی‌تواند زیر ۱۸ سال باشد.
در لندن، تعداد کمی از محله‌ها دارای فروشگاه‌های جنسی دارای مجوز هستند. در منطقه سوهو در شهر وست مینستر تعداد انگشت شماری از فروشگاه‌های جنسی توسط کارل اسلک در اوایل دهه ۱۹۶۰ افتتاح شد و در اواسط دهه ۱۹۷۰ تعداد آنها به ۵۹ مورد افزایش یافت. en:Sex shop#cite note-16 برخی از آنها دارای اتاق‌های پشتی «مخفی» بودند که در آن عکس‌ها و رمان‌های هاردکور می‌فروشند، از جمله نسخه‌های Olympia Press.
در دهه ۱۹۸۰، پاکسازی افسران پلیس فاسد، همراه با کنترل‌های جدید و شدیدتر صدور مجوز توسط شهر وست مینستر، منجر به سرکوب اماکن غیرقانونی در سوهو شد. در اوایل دهه ۱۹۹۰، شورای هاکنی لندن به دنبال تعطیلی Sh! امپریوم شهوانی زنان، چون مجوز نداشتند. ش! شورا را به دادگاه برد و در نتیجه حق بازماندن را به دست آورد، زیرا دلایل کافی برای تعطیلی وجود نداشت. در سال ۲۰۰۳، فروشگاه‌های زنجیره ای لباس زیر زنانه و اسباب بازی‌های جنسی آن سامرز، حق تبلیغات برای دستیاران فروشگاه در مراکز کار را به دست آورد، که در ابتدا تحت محدودیت‌هایی در مورد تبلیغاتی که می‌توانست توسط صنعت جنسی انجام شود، ممنوع شد. en:Sex shop#cite note-17 در سال ۲۰۰۷، شورای شهر بلفاست مجوز یک فروشگاه جنسی در ایرلند شمالی را دریافت نکرد. مغازه اعتراض کرد و پیروز شد، اما این امر توسط مجلس اعیان لغو شد.
صدور مجوز یا بسته شدن فروشگاه‌های جنسی بدون مجوز، همراه با تغییرات فرهنگی مانند کاهش قابل توجه سانسور عمومی و در دسترس بودن آماده رابطه جنسی غیرتجاری، و در دسترس بودن مطالب جنسی آنلاین، منطقه چراغ قرمز سوهو را به فقط کاهش داده است. یک منطقه کوچک این شهرستان دارای ۱۵ فروشگاه جنسی دارای مجوز و چندین فروشگاه بدون مجوز باقی مانده است. Islington و Camden هر کدام چندین فروشگاه جنسی دارند. اولی سه سینمای پورنوگرافی نیز دارد.

### ایالات متحده
در ایالات متحده، مجموعه ای از تصمیمات دادگاه عالی در دهه ۱۹۶۰ (بر اساس اولین متمم قانون اساسی ایالات متحده) به‌طور کلی فروشگاه‌های جنسی را قانونی کرد، در حالی که هنوز به ایالت‌ها و حوزه‌های قضایی محلی اجازه می‌داد آنها را از طریق منطقه بندی محدود کنند. مقررات منطقه بندی اغلب باعث می‌شد که مغازه‌ها یا در حومه شهر واقع شوند یا در یک منطقه واحد جمع شوند و نوعی منطقه چراغ قرمز از فروشگاه‌های بزرگسالان و اتوبوس ایجاد شود
موارد در دهه ۱۹۸۰، تقریباً تمام فروشگاه‌های جنسی آمریکایی به مشتریان تقریباً کاملاً مرد اختصاص داشتند. درها اغلب دارای یک پیچ L شکل بودند به طوری که مردم در خیابان نمی‌توانستند داخل را ببینند. گسترش ایدز به عنوان انگیزه. en:Sex shop#cite note-19
از یک طرف، فروشگاه‌هایی شبیه به آن سامرز انگلستان وجود دارد که به سمت خطوط تولید «نرم‌تر» تمایل دارند. ارتعاشات و زاندریا. طبقه دوم فروشگاه‌ها معمولاً کسب‌وکارهای جامعه‌محور بسیار آگاهانه هستند، از مجموعه‌های سخنرانی حمایت می‌کنند و فعالانه درگیر مسائل مربوط به سلامت جنسی هستند و غیره.